# آخرالنهر

{{Starbox image
 
آخِرالنَهر (آلفا جوی) درخشان‌ترین ستارهٔ صورت فلکی جوی (نهر) و نهمین ستاره درخشان آسمان شب است.
آخرالنهر یک اَبَرغول آبی‌رنگ است و سرعت گردش آن حول محورش چنان زیاد است که قطر این ستاره در بخش استوا ۵۰ درصد بیشتر از قطر آن در قطب‌ها است.
ستارهٔ آخرالنهر از ستارگان رشته اصلی است و قطر آن ۹ برابر خورشید است.
این ستاره در حدود ۷۰ سال نوری با منظومه خورشیدی ما فاصله دارد. آخرالنهر به معنی «انتهای رودخانه» است. نام این ستاره در زبان‌های اروپایی Achernar است که دگرگون‌شدهٔ همان نام آخرالنهر است.
برخی منابع نام ظلیم را برای آخرالنهر (آلفا جوی) هم به‌کار برده‌اند. (نگا. لغت‌نامهٔ دهخدا، سرواژهٔ ظلیم).
صورت فلکی جوی شامل ۳۴ ستاره است.
این ستاره تنها از عرض‌های جغرافیایی پائین‌تر از ۳۰ درجه شمالی دیده می‌شود (بنابراین از تهران دیده نمی‌شود).